# Simon Wright
Simon Wright (Manchester, 19 giugno 1963) è un batterista britannico.
Ha militato in diverse band heavy metal e hard rock di successo come AC/DC, Dio e Rhino Bucket.

## Biografia
Inizia giovanissimo (a circa 13 anni) a suonare le percussioni da autodidatta, ascoltando maestri del genere rock, metal, jazz e blues come Buddy Rich, Cozy Powell, John Bonham, Tommy Aldridge, Carl Palmer e Keith Moon.
Alcuni anni più tardi, potenziate le sue capacità alla batteria, Wright partecipa ad alcuni progetti musicali con il gruppo Girlschool (all'età di 16 anni), poi con gli A II Z ed i Tora Tora (entrambi all'opera dalla seconda metà degli anni settanta), registrando anche alcuni singoli e diverso materiale audio.
Dopo la militanza in questi gruppi e con i Tytan nel 1981, nel 1983 Wright diventa a sorpresa membro ufficiale di uno dei gruppi più famosi del mondo, gli AC/DC, dopo il ritiro dalle scene di Phil Rudd, precedente batterista del gruppo. Wright viene impiegato per il tour mondiale di Flick of the Switch, trovandosi fra le altre cose a suonare di fronte al grande pubblico del Monsters of Rock del 1984.
Nel 1985 finalmente Wright può partecipare alle incisioni del nuovo album Fly on the Wall, lavoro che però non convince appieno critici e fan. Insieme all'album esce l'omonima videocassetta VHS. Nonostante il disco contenga comunque alcune buone canzoni ed il lungo tour dal vivo si dimostri un buon successo, gli AC/DC sono, secondo molti, in un periodo di crisi creativa. Altro testimone del periodo poco produttivo è la raccolta Who Made Who (1986), colonna sonora del film di Stephen King Brivido (Maximum Overdrive), la quale riporta meramente alcuni successi della band, il nuovo singolo Who Made Who (di notevole successo) e due brani strumentali.
Ultimo album di Wright nella band è Blow Up Your Video (1988), lavoro anch'esso piuttosto criticato e di mediocre successo, che tuttavia introdurrà gli AC/DC negli anni novanta, periodo in cui la band tornerà alla ribalta con il nuovo batterista Chris Slade.
Nel 1989 infatti, lascia gli AC/DC e conosce l'ex cantante dei Rainbow Ronnie James Dio, fondatore della band Dio, nella quale Wright viene innestato nel 1990. Con questo gruppo heavy metal registra subito Lock up the Wolves ma poco dopo lascia il progetto per partecipare ad altre esperienze e registrazioni con numerosi gruppi (Mogg/Way, John Norum tra gli altri). Negli anni 90 egli militerà anche nella band Rhino Bucket, fortemente ispirata alle tipiche sonorità degli AC/DC. Con loro pubblicherà tre album.
Nel 1999 decide però di ritornare (questa volta definitivamente) con i Dio, con i quali ha suonato fino al loro scioglimento nel 2010, a causa della morte di Ronnie James Dio.
Gli ultimi lavori in studio dei Dio sono Killing the Dragon (2001) e Master of the moon (2004), più alcune raccolte e un album live. Nel 2006 torna nei Rhino Bucket con cui inciderà il nuovo album The Hardest Town nel 2008.

## Discografia

### Con gli AC/DC

#### Album in studio
- 1985 - Fly on the Wall
- 1988 - Blow Up Your Video

#### Raccolte
- 1986 - Who Made Who

### Con i Dio

#### Album in studio
- 1990 - Lock up the Wolves
- 2000 - Magica
- 2002 - Killing the Dragon
- 2004 - Master of the Moon

#### Live
- 2005 - Evil or Divine
- 2006 - Holy Diver Live

#### Raccolte
- 2000 - The Very Beast of Dio
- 2001 - Anthology Vol Two

### Con i Rhino Bucket

#### Album in studio
- 1994 - Pain
- 2009 - The Hardest Town

#### Raccolte
- 2007 - No Song Left Behind
- 2007 - Pain & Suffering

### Altri album
- 1996 - John Norum - Worlds Away
- 1999 - Mogg/Way - Chocolate Box
- 2005 - M.S.G. - Heavy Hitters

### Tribute album
- 1998 - Thunderbolt: A Tribute to AC/DC
- 2004 - Numbers from the Beast: An All Star Salute to Iron Maiden